# Пушкін (сторожовий корабель)
«Пушкін» — радянський річковий сторожовий корабель, переобладнаний на початку німецько-радянської війни з мобілізованого парового колісного буксира. Під час війни був відзначений радянським командуванням за успішні дії.

## Історія служби

Однотипний колісний паровий буксир «Водоп'янов», 1930-ті рр.

Паровий колісний буксир побудовано у 1934 році на заводі «Ленінська кузня» у Києві та дано назву «Ян Гамарник» на честь радянського діяча, який у 1937 році став жертвою сталінського терору. З політико-ідеологічних причин 1 червня 1937 року судно отримує нову назву «Пушкін».
23 червня 1941 року «Пушкін» мобілізовано за передвоєнним планом та через тиждень повністю переоблаштовано у військовий корабель на заводі ім. І. В. Сталіна у Києві. За дозволом Головного Морського Штабу (ГМШ) «Пушкін» отримав дві 76-мм універсальних артилерийських установки 34-К у півбаштах, які могли вести вогонь також і по повітряним цілям.
6 липня «Пушкіна» (у військових документах дається також і номерна назва «СК-2») включено до складу Пінської військової флотилії. Його командиром став лейтенант запасу П. Ф. Лясовський. 11 липня корабель увійшов до складу Прип'ятьського загону річкових кораблів та вже через 4 доби обстрілював передові загони німців біля містечка Турів. 10 серпня сторожовий корабель переведено до складу Київського загону річкових кораблів (ЗРК) ПВФ для дій на річці Дніпро на флангах Київського укріпленого району. «Пушкін» взаємодіє із загоном генерала Матикіна П. М. та 147-ю стрілецькою дивізією неподалік села Віта-Литовська. За вдалі дії командування сухопутних військ виставило головного артилериста корабля, лейтенанта Тюріна Н. Н., на нагороду орденом. 22 серпня сторожовий корабель отримав наказ прикривати дніпровську переправу відступаючої 5-ї армії Південно-Західного фронту біля села Нова Йолча, що у Білорусі.
В ніч на 26 серпня 1941 року «Пушкін» брав участь разом з іншими кораблями ПВФ у прориві до Києва із району Чорнобиль — Домантове, минаючи село Окунінове, де на той момент розташовувався плацдарм 6-ї німецької армії. Для корабля операція виявилася вдалою, хоча 1 червонофлотця було вбито та 3 поранено. Сам сторожовик не отримав значних ушкоджень, тому військового комісара корабля, молодшого політрука Бодіна Б. М., представлено до нагороди орденом Червоної Зірки.
2 вересня монітор «Флягін» та сторожовик «Пушкін» прикривали вогнем північний фланг Київського укріпленого району неподалік Сваром'я. Через добу «Пушкін» діє на річці Десна, прикриваючи радянську переправу біля села Жукин. 7 вересня корабель сів на мілину неподалік Карпилівка та невдовзі отримав пошкодження від ворожого артилерійського вогню. Дві доби екіпаж корабля зі стрілецькою зброєю займав оборону на березі біля свого знедвиженого пароплава. За офіційною версією «Пушкін» отримав 8 вересня пряме влучення у артилерійський погреб. Але скоріш за все 9 вересня його підірвала власна команда, коли радянські війська почали відступ з рубежа Десни.